# Vierkantspikkelspanner
De vierkantspikkelspanner (Paradarisa consonaria) is een nachtvlinder uit de familie van de spanners (Geometridae). 

## Kenmerken
De voorvleugellengte bedraagt tussen de 18 en 20 mm. Kenmerkend is de vierkante vlek bij het midden van de buitenrand van de voorvleugel. Dit kenmerk is niet altijd goed zichtbaar.

## Levenscyclus
De vierkantspikkelspanner gebruikt loofbomen, met name berk, naaldbomen en bosbes als waardplanten. De rups is te vinden van juni tot augustus. De soort overwintert als pop. Er is jaarlijks een generatie die vliegt van halverwege maart tot en met juli.

## Voorkomen
De soort komt verspreid over een groot deel van de gematigde zone van het Palearctisch gebied voor. De vierkantspikkelspanner is in Nederland en België een zeldzame soort. 